# Новокаховська міська територіальна громада
Новокаховська міська територіальна громада — територіальна громада в Україні, в Херсонській області. Адміністративний центр — місто Нова Каховка.
Утворена 2 жовтня 2018 року шляхом приєднання Дніпрянської селищної ради до Новокаховської міської ради обласного значення.
24 грудня 2019 року внаслідок добровільного приєднання до громади приєдналася Райська сільська рада.
Відповідно до Закону України «Про внесення змін до Закону України „Про добровільне об'єднання територіальних громад“ щодо добровільного приєднання територіальних громад сіл, селищ до територіальних громад міст республіканського Автономної Республіки Крим, обласного значення» громади, утворені внаслідок приєднання суміжних громад до міст обласного значення, визнаються спроможними і не потребують проведення виборів.

## Населені пункти
До складу громади входять 11 населених пунктів: місто Нова Каховка, 5 селищ (Дніпряни і Козацьке, Веселе, Райське, Тополівка) і 5 сіл (Корсунка, Маслівка, Нові Лагері, Обривка та Піщане).